# Paweł Adamowicz
Paweł Bogdan Adamowicz (ur. 2 listopada 1965 w Gdańsku, zm. 14 stycznia 2019 tamże) – polski prawnik, radca prawny, samorządowiec i polityk, działacz opozycji demokratycznej w PRL, w latach 1998–2019 prezydent Gdańska.
Był przewodniczącym studenckiego komitetu strajkowego na Uniwersytecie Gdańskim podczas strajków w 1988. W latach 1990–1993 był prorektorem Uniwersytetu Gdańskiego. W 1990 roku uzyskał mandat radnego Gdańska. W latach 1994–1998 był przewodniczącym Rady Miasta Gdańska. W latach 1998–2019 był nieprzerwanie prezydentem Gdańska.
Jako prezydent miasta podkreślał wartość różnorodności kulturowej, prowadził politykę otwartą na różne grupy, odwoływał się przy tym do wartości chrześcijańskich. Podkreślał znaczenie dialogu i pojednania polsko-niemieckiego oraz współpracy z mniejszością kaszubską. Był zaangażowany we wdrożenie miejskiego programu integracji migrantów, wziął udział w gdańskim Marszu Równości. W działalności samorządowej niejednokrotnie ścierał się ideowo i programowo z oponentami z Prawa i Sprawiedliwości. W wydanej w 2018 książce Gdańsk jako wspólnota krytykował politykę PiS jako niedemokratyczną i naruszającą ład konstytucyjny.
Zmarł 14 stycznia 2019 w wyniku ran zadanych nożem w zamachu podczas udziału w finale Wielkiej Orkiestry Świątecznej Pomocy.

## Życiorys

### Wykształcenie i działalność zawodowa
W latach 1972–1980 uczęszczał do Szkoły Podstawowej nr 50 im. Emilii Plater w Gdańsku, a następnie w latach 1980–1984 do I Liceum Ogólnokształcącego im. Mikołaja Kopernika w Gdańsku. W szkole średniej włączył się w konspirację solidarnościową. Był kolporterem prasy i wydawnictw podziemnych. W latach 1984–1986 był współwydawcą i drukarzem podziemnego uczniowskiego pisma „Jedynka”.
W latach 1984–1989 studiował na Wydziale Prawa i Administracji Uniwersytetu Gdańskiego. Podczas studiów, w okresie 1985–1987, był współwydawcą i drukarzem podziemnego pisma studentów „ABC”. W maju 1988 był współorganizatorem strajku okupacyjnego na swojej uczelni oraz przewodniczącym studenckiego komitetu strajkowego. Współtworzył pierwsze jawne stowarzyszenia opozycyjne wobec władz (Klub Myśli Politycznej „Dziekania” w Warszawie, Gdański Klub Polityczny im. Lecha Bądkowskiego, Stowarzyszenie „Kongres Liberałów” i Gdańskie Stowarzyszenie Akademickie). Był współorganizatorem I i II Zjazdu Kongresu Liberałów.
W trakcie studiów dorywczo pracował w Stoczni Gdańskiej, Stoczni Remontowej i Stoczni Północnej oraz jako stróż nocny w Gdańskim Towarzystwie Naukowym.
Tytuł magistra uzyskał w 1989 i rozpoczął pracę naukową na Uniwersytecie Gdańskim jako asystent w Katedrze Historii Państwa i Prawa Polski. Od 1990 do 1993 pełnił stanowisko prorektora ds. studenckich tej uczelni. Naukowo zajmował się problematyką samorządu terytorialnego w II Rzeczypospolitej. W latach 1991–1998 był członkiem komisji zakładowej NSZZ „Solidarność” na Uniwersytecie Gdańskim. W latach 1993–1996 odbył aplikację radcowską w Okręgowej Izbie Radców Prawnych w Gdańsku, zakończoną zdanym egzaminem.

### Działalność polityczna
W 1990 został wybrany na radnego Gdańska z ramienia Komitetu Obywatelskiego. W latach 1990–1994 był delegatem miasta do sejmiku samorządowego, w latach 1990–1991 pełnił funkcję wiceprzewodniczącego sejmiku samorządowego. W latach 1990–1993 był członkiem władz krajowych i wojewódzkich Kongresu Liberalno-Demokratycznego. W latach 1994–1998 pełnił funkcję przewodniczącego rady miasta. Działał wówczas w Partii Konserwatywnej i następnie w Stronnictwie Konserwatywno-Ludowym.
W 1998, z listy Akcji Wyborczej Solidarność, po raz trzeci został wybrany na radnego, a następnie rada miejska wybrała go na prezydenta miasta. W 2001 znalazł się wśród założycieli regionalnych struktur Platformy Obywatelskiej.

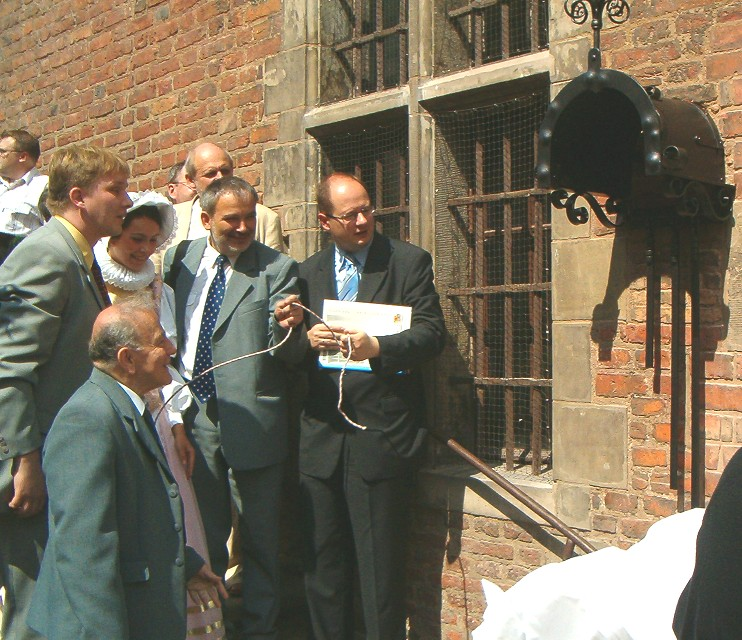
Paweł Adamowicz w Gdańsku (2005)

10 listopada 2002, tym razem w wyborach bezpośrednich, został wybrany na drugą kadencję prezydencką, uzyskując w II turze 72,3% głosów (pokonał Marka Formelę z SLD). W wyborach samorządowych w 2006 skutecznie ubiegał się o reelekcję, zwyciężając w I turze z poparciem 60,9% głosujących. Cztery lata później ponownie wygrał w I turze, uzyskując 53,78% głosów. W 2014 uzyskał reelekcję na kolejną kadencję. W I turze zdobył 46,1%, a w II 61,3%, pokonując Andrzeja Jaworskiego (PiS).
Objął ponadto w międzyczasie funkcje przewodniczącego rad nadzorczych Zarządu Morskiego Portu Gdańsk oraz Gdańskiego Przedsiębiorstwa Energetyki Cieplnej. Był członkiem Stowarzyszenia Pracowników, Współpracowników i Przyjaciół Rozgłośni Polskiej Radia Wolna Europa Imienia Jana Nowaka-Jeziorańskiego w Warszawie, Zrzeszenia Kaszubsko-Pomorskiego oraz od 2011 Komitetu Regionów. Został członkiem organu nadzorczego Fundacji Kolegium Europy Wschodniej im. Jana Nowaka-Jeziorańskiego we Wrocławiu, Fundacji Centrum Solidarności oraz Fundacji Rozwoju Uniwersytetu Gdańskiego. W latach 2007–2015 był prezesem zarządu Unii Metropolii Polskich, a następnie zasiadał w zarządzie tej organizacji. W 2011 był inicjatorem powołania Stowarzyszenia Gdański Obszar Metropolitarny.

Paweł Adamowicz jako prezydent Gdańska, założony bursztynowy łańcuch urzędowy (2018)

Choć część uczestników i komentatorów życia politycznego wskazywała, że Pawłowi Adamowiczowi bliskie były tradycja i myśl konserwatywna oraz wartości katolickie, m.in. teksty Jana Pawła II, do których często się odwoływał, jako prezydent Gdańska niejednokrotnie zabierał głos, dając poparcie postulatom tzw. progresywnym, prowadząc politykę antydyskryminacyjną i otwartą na mniejszości narodowe, etniczne, religijne i seksualne. Uważał, że z wartości religijnych wynika uniwersalny szacunek dla godności człowieka, a z idei konserwatyzmu poszanowanie demokracji jako pluralizmu postaw i poglądów. Jak wskazywał, jego światopogląd również ulegał zmianie na przestrzeni lat.
W 2016 poparł wprowadzenie w Gdańsku Miejskiego Modelu Integracji Imigrantów, wychodząc naprzeciw kryzysowi migracyjnemu pomimo antyimigranckich postaw i komentarzy części swoich oponentów. W następnym roku podpisał wraz z prezydentami jedenastu innych polskich miast deklarację o współdziałaniu w obszarze migracji wewnętrznych i zewnętrznych. Wskazywał na konieczność włączenia przybyłych do miasta migrantów w życie lokalnej społeczności: „Przyglądaliśmy się organizacji pomocy dla uchodźców w Oslo i w Bremie – od kwestii aprowizacji, czyli gdzie mieszkają i co jedzą, wolontariatu, który się nimi zajmuje, poprzez kształcenie i naukę języka, po pośrednictwo w poszukiwaniu pracy i przeszkolenia. To mnóstwo detalicznych działań, które są niezbędne, aby ci ludzie nie wegetowali, tylko stali się pełnoprawnymi członkami wspólnoty miejskiej”. W 2017 wziął udział w gdańskim Marszu Równości, czym wyraził poparcie dla postulatu równouprawnienia osób LGBT i wskazywał, że Gdańsk powinien być miastem otwartym na różnorodność. Te działania uzasadniał jako realizację zapomnianych lub porzuconych wartości „Solidarności”, w której działał jako młody człowiek.
Paweł Adamowicz jako prezydent Gdańska niejednokrotnie spierał się z polityką rządzącej partii Prawo i Sprawiedliwość. Głównym przedmiotem sporu stały się obchody rocznicy wybuchu II wojny światowej na Westerplatte oraz udział Wojska Polskiego w tych uroczystościach. Paweł Adamowicz podkreślał, że apel poległych powinni odczytywać harcerki i harcerze oraz był przeciwny odczytywania podczas uroczystości apelu smoleńskiego. W 2018 udział Wojska Polskiego w obchodach rocznicowych stanął pod znakiem zapytania. Ministerstwo Obrony Narodowej zarzuciło wówczas Adamowiczowi kłamstwo, oświadczając, że wojsko nie zostało zaproszone na uroczystości na Westerplatte. Ostatecznie udało się dojść do porozumienia. Prezydent Gdańska sprzeciwiał się też idei połączenia Muzeum II Wojny Światowej z Muzeum Westerplatte i domagał się przywrócenia flag Gdańska i Unii Europejskiej na maszty przed Muzeum, gdy zostały one zdjęte przez nowego dyrektora.
Krytykował również rządy Prawa i Sprawiedliwości w Polsce. W swojej wydanej w 2018 książce Gdańsk jako wspólnota pisał: „Faktyczne rządy sprawuje Jarosław Kaczyński i PiS. Konstytucja została wielokrotnie naruszona. Trybunał Konstytucyjny sprowadzony został do roli usłużnej agendy PiS. Media publiczne pod rządami tej partii przypominają aparat propagandy z najgorszych czasów PRL”.
W kwietniu 2018 Paweł Adamowicz złożył do ministra sprawiedliwości i prokuratora generalnego wniosek o delegalizację Obozu Narodowo-Radykalnego. Była to bezpośrednia reakcja na jeden z marszy ONR, który przeszedł przez Gdańsk. W uzasadnieniu wniosku Adamowicz podkreślił, że działalność ONR „od wielu lat opiera się na podejmowaniu przedsięwzięć, w których wykorzystuje się retorykę nienawiści rasowej i narodowościowej”.

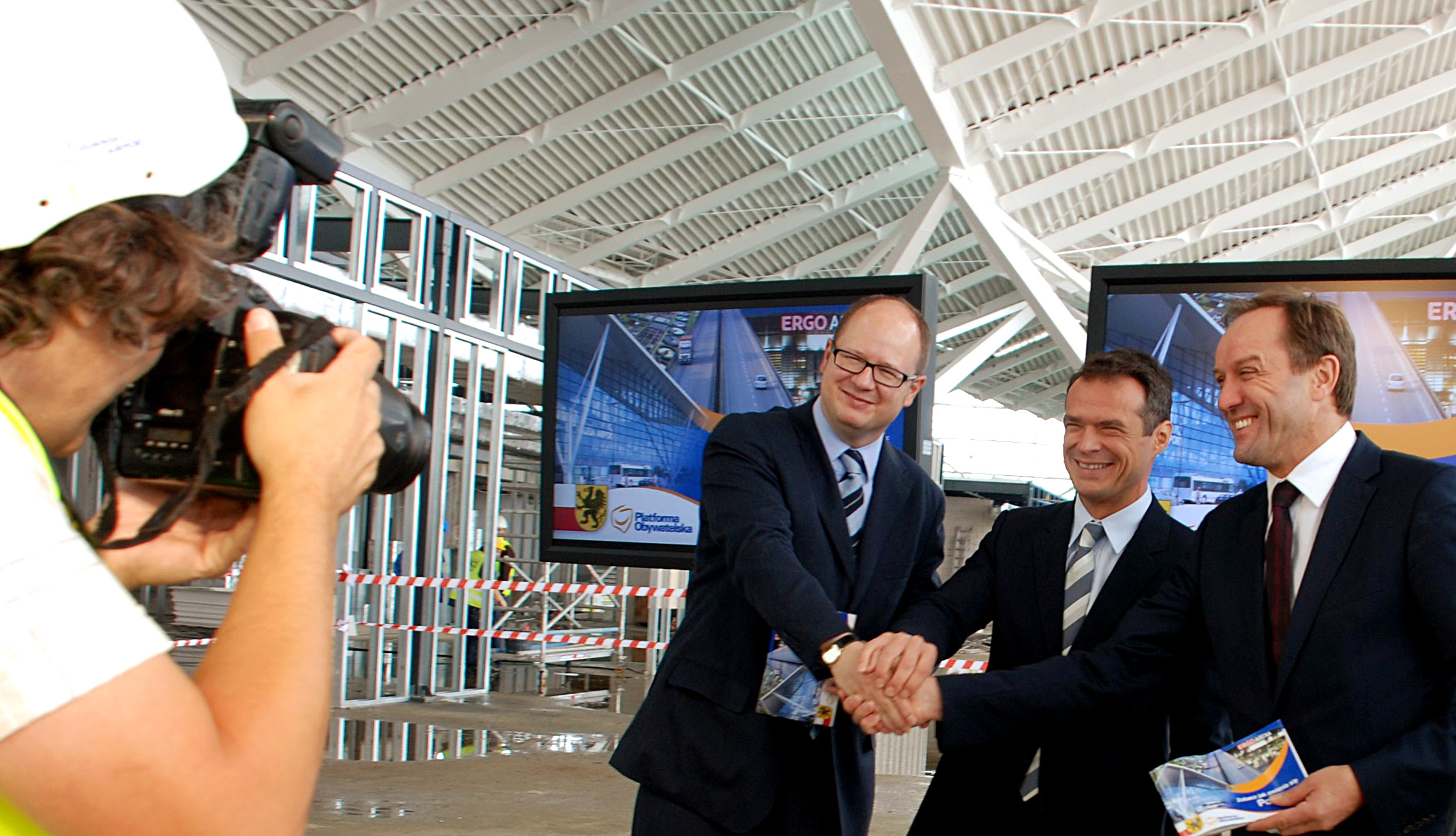
Paweł Adamowicz, Sławomir Nowak i Mieczysław Struk (2011)

W maju 2018 założył Stowarzyszenie „Wszystko dla Gdańska”. W lipcu 2018 Sąd Rejonowy Gdańsk-Południe nieprawomocnie skazał go na grzywnę w wysokości 2,5 tys. złotych za naruszenie nietykalności cielesnej i pomówienie działacza Młodzieży Wszechpolskiej. W listopadzie 2018 Sąd Okręgowy w Gdańsku umorzył postępowanie w tej sprawie, uznając, że społeczna szkodliwość czynu była znikoma.
Jesienią 2018 Paweł Adamowicz z sukcesem ubiegał się o reelekcję z ramienia Stowarzyszenia „Wszystko dla Gdańska”. Jego rywalem zgłoszonym przez Koalicję Obywatelską był natomiast Jarosław Wałęsa. Pawła Adamowicza poparły Unia Europejskich Demokratów, a także m.in. grupa dawnych działaczy Ruchu Młodej Polski na czele z Aleksandrem Hallem, czy też lider Liberalno-Społecznych Ryszard Petru. W I turze Paweł Adamowicz uzyskał 36,97%, a w II turze (uzyskując poparcie KO i środowisk lewicowych) 64,8% głosów, pokonując Kacpra Płażyńskiego z PiS (syna Macieja Płażyńskiego).

### Inwestycje w akcje firm deweloperskich
Paweł Adamowicz był właścicielem akcji firm deweloperskich, które były aktywne na gdańskim rynku mieszkaniowym. W tym kontekście lokalni dziennikarze pytali, czy sytuacja ta nie tworzy konfliktu interesów.
W odpowiedzi na te pytania prezydent Gdańska stwierdzał, że posiadanie przez niego rzeczonych akcji nie tworzy konfliktu interesów na linii miasto-deweloper. Uzasadniał, że „stanowią one zbyt niski procent kapitału firm, żeby można było mówić o takim konflikcie”. Tłumaczył, że „inwestowanie na giełdzie warszawskiej jest przykładem patriotyzmu gospodarczego, gdy inwestuje się w polskie, działające na terenie Rzeczpospolitej, firmy. Tu nie ma konfliktu interesu. To są krople w kapitale tych spółek. Gdyby ustawodawca widział tu konflikt interesów, zakazałby kupowania akcji. Zakaz dotyczy posiadania 10 proc. kapitału spółek, a tutaj nie ma nawet dziesiątek setnej procenta”.

### Postępowania sądowe i prokuratorskie
Na przestrzeni lat 2015–2019 przeciwko Pawłowi Adamowiczowi toczył się szereg postępowań prokuratorskich i sądowych. W żadnym z tych postępowań prezydent Gdańska nie usłyszał wyroku skazującego. W ocenie Rzecznika Praw Obywatelskich Adama Bodnara działania upolitycznionej prokuratury wobec Pawła Adamowicza „przybierały charakter szykan”.
W marcu 2015 prokurator przedstawił mu zarzuty dotyczące nieprawidłowości w oświadczeniach majątkowych, w związku z czym zawiesił członkostwo w Platformie Obywatelskiej (które następnie wygasło). W marcu 2016 sąd rejonowy umorzył warunkowo postępowanie w tej sprawie na okres próby, orzekając jednocześnie wobec Pawła Adamowicza świadczenie pieniężne. W grudniu 2016 Sąd Okręgowy w Gdańsku na skutek apelacji prokurator uchylił ten wyrok i skierował sprawę do ponownego rozpatrzenia.
W postępowaniu śledczym w 2018 roku Pawłowi Adamowiczowi oraz jego małżonce został postawiony zarzut dotyczący nieujawnienia dochodów. Przestępstwo miało polegać na ukryciu środków pieniężnych, poprzez zatajenie ich na rachunkach bankowych, w kwocie ok. 326 tys. zł w 2011 r. i 124 tys. zł w 2012 r. oraz zatajeniu informacji o dochodach uzyskiwanych z wynajmu mieszkań w kwocie 25 tys. zł w 2011 r. i w kwocie 20 tys. zł w 2012 r., przez co uszczuplono podatek na rzecz Skarbu Państwa w kwocie 130 tys. zł.

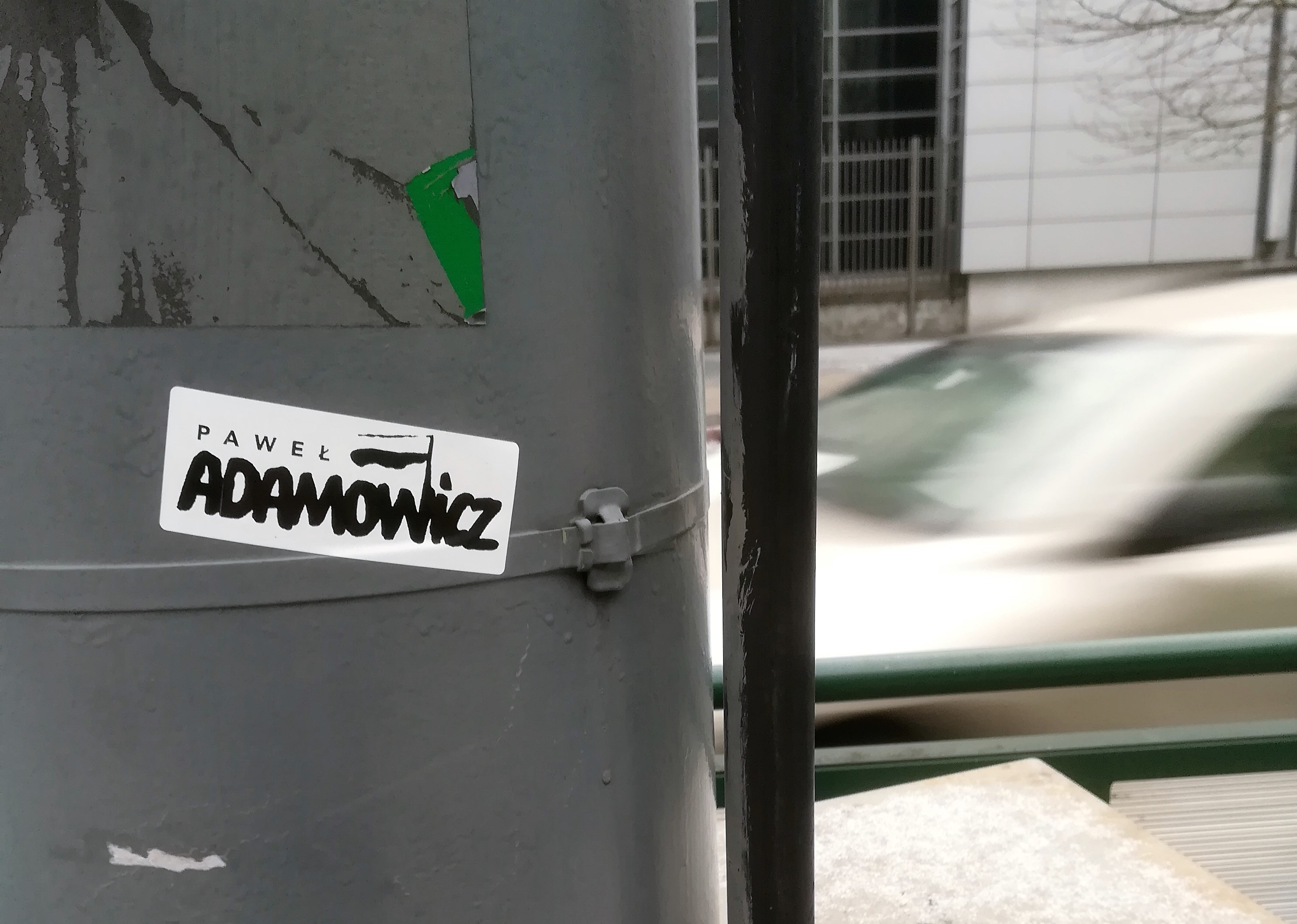
Ulica Poznania (2019)

### Materiały Telewizji Polskiej o Pawle Adamowiczu
Od momentu wprowadzenia w 2015 i 2016 zmian podważających niezależność TVP od partii rządzącej, programy informacyjne Telewizji Polskiej w licznych materiałach zajmowały się postacią Pawła Adamowicza. Sposób, w jaki go w nich przedstawiano wzbudzał kontrowersje – TVP była oskarżana o prowadzenie nagonki, a część komentatorów przypisywała Telewizji Polskiej współodpowiedzialność za tragiczną śmierć prezydenta Gdańska.
W 2022 TVP wyemitowała film dokumentalny „Jesteś mechanizmem niszczącym”, wedle narracji którego liderzy Platformy Obywatelskiej mieli podejmować próby zdyskredytowania Pawła Adamowicza przed wyborami na prezydenta miasta w 2018.

### Zamach i śmierć

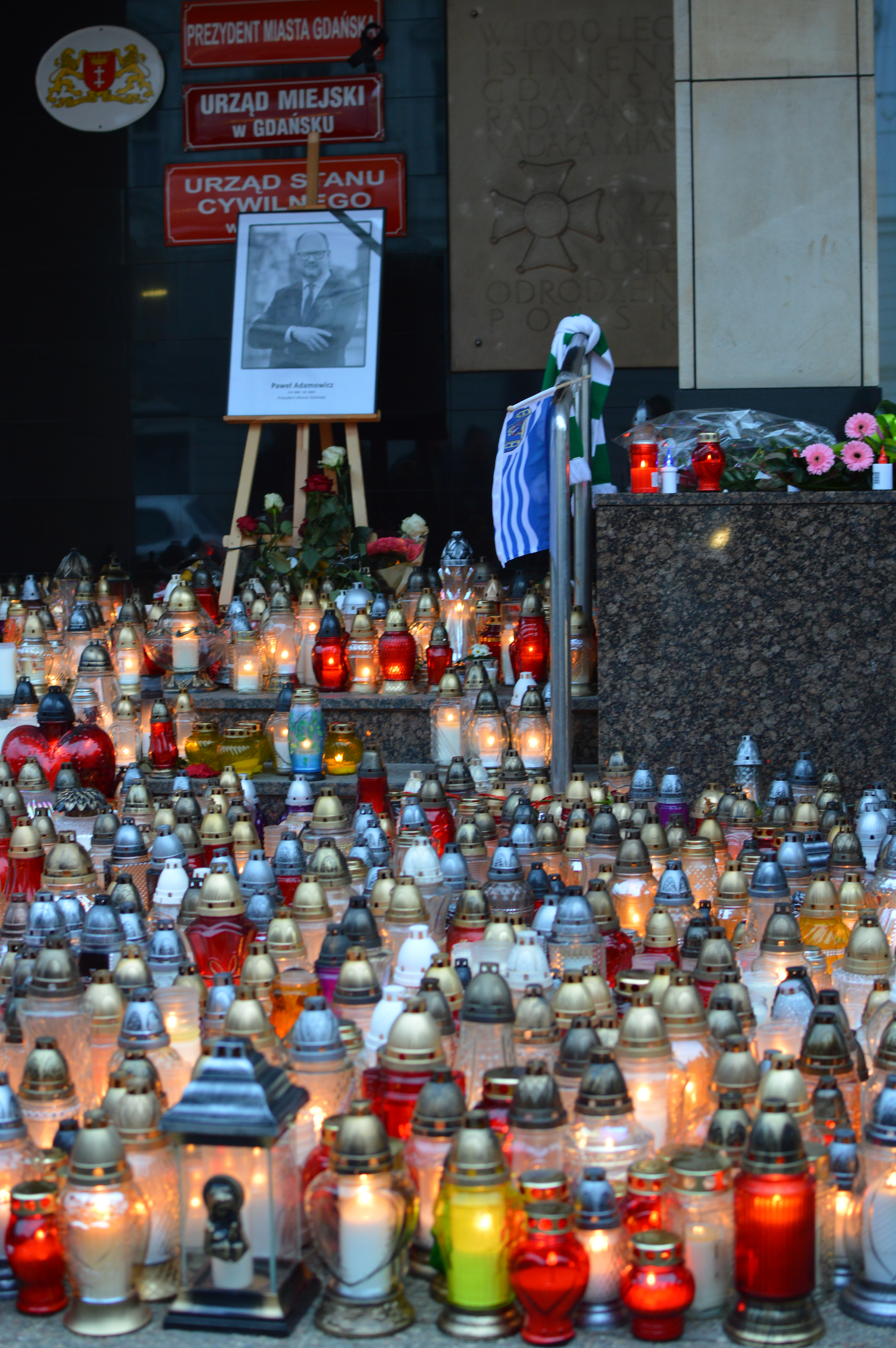
Znicze przed Urzędem Miejskim w Gdańsku (15 stycznia 2019)

13 stycznia 2019 Paweł Adamowicz, jak co roku, brał aktywny udział w uroczystościach charytatywnych związanych z finałem Wielkiej Orkiestry Świątecznej Pomocy, kwestując na rzecz tej organizacji na ulicach Gdańska. Przed godziną 20. pojawił się na scenie na Targu Węglowym i około godziny 19:55 wygłosił uroczyste przemówienie. O godzinie 20:00, przebywający na scenie Paweł Adamowicz został trzykrotnie ugodzony nożem przez 27-letniego zamachowca. Ciosy trafiły w serce oraz brzuch uszkadzając wiele narządów wewnętrznych. Napastnikiem był recydywista, gdańszczanin Stefan Wilmont, karany wcześniej m.in. za rozboje. Sprawca bezpośrednio po zamachu wykrzykiwał polityczne hasła, skierowane przeciw władzy sądowniczej i Platformie Obywatelskiej. Prezydent, po ok. 30-minutowej reanimacji, w stanie bardzo ciężkim został przetransportowany do Uniwersyteckiego Centrum Klinicznego w Gdańsku, gdzie przeszedł trwającą pięć godzin operację ratującą życie, podczas której przetoczono mu 41 jednostek krwi. Następnego dnia jego stan zdrowia nie poprawił się i był on wspomagany przez aparaturę zastępującą jego serce i płuca. Po południu lekarze poinformowali o jego śmierci. Sekcja zwłok wykazała, iż bezpośrednią przyczyną zgonu był wstrząs krwotoczny, najprawdopodobniej współistniejący z niewydolnością wielonarządową, będącą następstwem krwotoku wewnętrznego z uszkodzonych narządów wewnętrznych. Sprawca zabójstwa został skazany wyrokiem Sądu Okręgowego w Gdańsku z dnia 16 marca 2023 r. na dożywocie z zastrzeżeniem możliwości ubiegania się o warunkowe przedterminowe zwolnienie nie wcześniej niż po odbyciu co najmniej 40 lat orzeczonej kary, ponadto został pozbawiony praw publicznych na okres 10 lat. Kara pozbawienia wolności ma być zgodnie z wyrokiem sądu wykonywana w oddziale terapeutycznym dla osób z niepsychotycznymi zaburzeniami psychicznymi. Dodatkowo wobec Stefana Wilmonta orzeczono zadośćuczynienie na rzecz konferansjera Andrzeja Stawickiego na kwotę 10000 zł. Sąd Apelacyjny w Gdańsku wyrokiem z dnia 23 stycznia 2024 r. na skutek apelacji wniesionej przez obrońcę z urzędu Stefana Wilmonta oraz zażalenia na uzasadnienie wyroku wniesionego przez pełnomocnika Magdaleny Adamowicz i Piotra Adamowicza utrzymał zaskarżony wyrok w mocy w całości, jedynie nieznacznie zmieniając uzasadnienie wyroku sądu pierwszej instancji.

### Reakcje na śmierć
14 stycznia, o godzinie 20:30, w warszawskiej archikatedrze odprawiona została msza święta w intencji zmarłego, na którą przybyli m.in. prezydent RP Andrzej Duda wraz z małżonką oraz premier Mateusz Morawiecki. 14 i 15 stycznia w wielu miastach w Polsce, m.in. w Warszawie, Krakowie, Łodzi, Poznaniu i Katowicach, zorganizowano wiece poświęcone jego pamięci, a także marsze przeciwko przemocy. W manifestacjach wzięły udział tysiące osób. W Gdańsku tysiące mieszkańców zebrały się przy pomniku Neptuna na Długim Targu, aby w milczeniu wspólnie oddać hołd zamordowanemu prezydentowi. Wśród zgromadzonych obecni byli m.in. ówczesny przewodniczący Rady Europejskiej Donald Tusk, ówczesna wiceprezydent Gdańska Aleksandra Dulkiewicz, prezydent Gdyni Wojciech Szczurek, prezydent Sopotu Jacek Karnowski, wicemarszałek Senatu Bogdan Borusewicz oraz były prezydent Lech Wałęsa. W wielu miastach wystawiono także księgi kondolencyjne.
16 stycznia prezydent Andrzej Duda podjął decyzję, że w dniach 18–19 stycznia będzie obowiązywała żałoba narodowa. Żałobę, w wielu przypadkach kilkudniową, ogłoszono także w niektórych polskich miastach, m.in. w Gdańsku, Sopocie, Gdyni, Grudziądzu, Elblągu, Warszawie, Poznaniu, Łodzi i Wałbrzychu, a także w województwie pomorskim.

### Uroczystości pogrzebowe

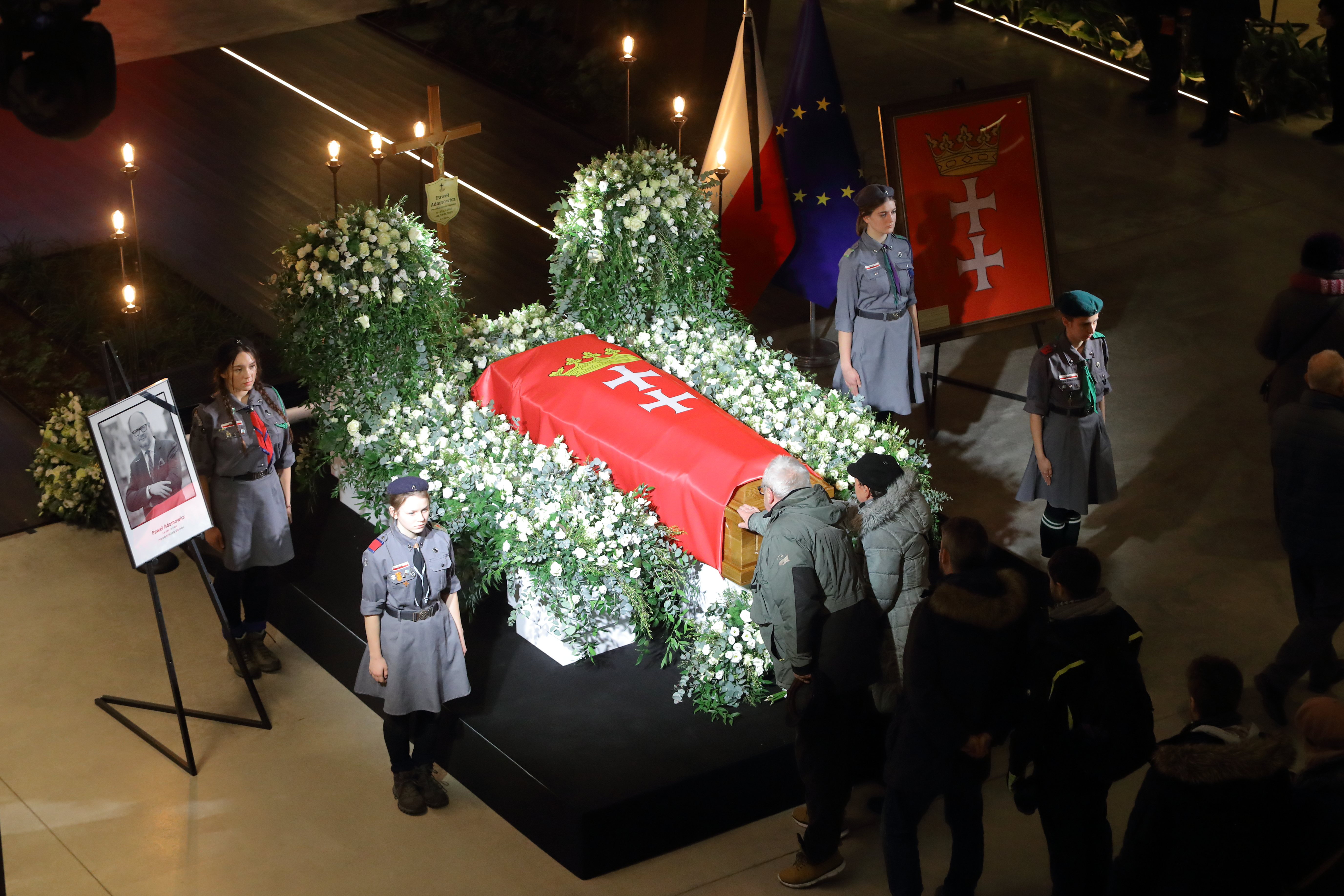
Trumna z ciałem Pawła Adamowicza wystawiona w ogrodzie zimowym Europejskiego Centrum Solidarności

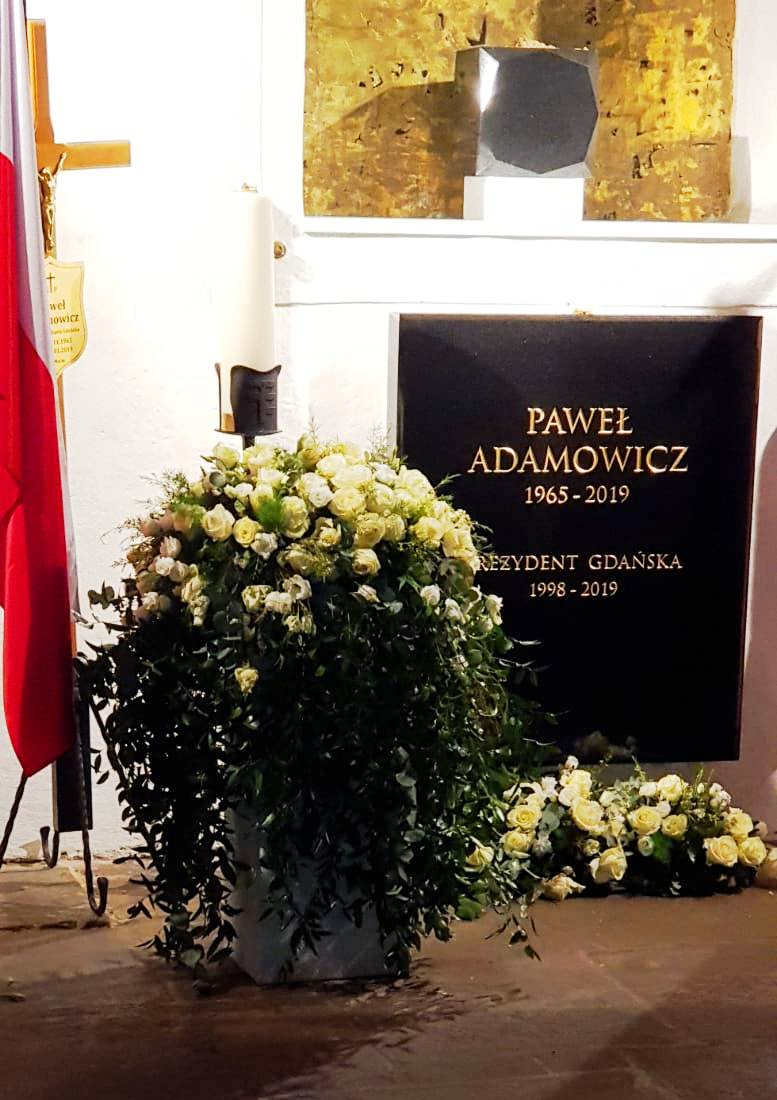
Grób z prochami Pawła Adamowicza w bazylice Mariackiej w Gdańsku

17 stycznia trumna z ciałem zmarłego Pawła Adamowicza została wystawiona w ogrodzie zimowym Europejskiego Centrum Solidarności, gdzie w ciągu kolejnej doby przybyło ok. 53 tysięcy mieszkańców. Wartę honorową pełnili naprzemiennie żołnierze, strażnicy miejscy oraz harcerze.
18 stycznia o godzinie 17. z Europejskiego Centrum Solidarności wyruszył kondukt żałobny, który, mijając miejsca związane ze zmarłym prezydentem, odprowadził trumnę z jego ciałem do bazyliki Mariackiej w Gdańsku. W przemarszu wzięło udział kilkadziesiąt tysięcy osób włącznie z rodziną zmarłego i przedstawicielami władz. Towarzyszyła mu m.in. kompania reprezentacyjna Marynarki Wojennej. Do świątyni trumnę wniosło sześcioro prezydentów miast: prezydent Warszawy Rafał Trzaskowski, prezydent Sopotu Jacek Karnowski, prezydent Gliwic Zygmunt Frankiewicz, prezydent Lublina Krzysztof Żuk, prezydent Poznania Jacek Jaśkowiak oraz były prezydent Wrocławia Rafał Dutkiewicz. O godzinie 18:30 pod przewodnictwem metropolity gdańskiego arcybiskupa Sławoja Leszka Głodzia odprawiona została msza święta żałobna w intencji zmarłego, po czym odbyło się trwające do północy czuwanie przy jego trumnie. Następnie ciało prezydenta Gdańska poddane zostało kremacji. Urna z prochami prezydenta została złożona w pozłacanej niszy w kaplicy św. Marcina w bazylice Mariackiej w Gdańsku. Złota nisza powstała w 1997 roku. Jest dziełem konceptualnym pt. niger et aurum autorstwa Erica Mayena, artysty mieszkającego i pracującego w Kolonii w Niemczech.
Msza pogrzebowa odprawiona została 19 stycznia o godz. 12:00 w bazylice Mariackiej w Gdańsku. Przewodniczył jej przewodniczący Konferencji Episkopatu Polski arcybiskup Stanisław Gądecki, a homilię wygłosili Sławoj Leszek Głódź i Ludwik Wiśniewski. W międzyreligijnej modlitwie powszechnej wzięli kolejno udział duchowni: Kościoła Rzymskokatolickiego, Kościoła Ewangelicko-Augsburskiego, Kościoła Prawosławnego, Kościoła Greckokatolickiego, Kościoła Polskokatolickiego, Kościoła Ewangelicko-Metodystycznego, Kościoła Zielonoświątkowego, Gminy Wyznaniowej Żydowskiej oraz Muzułmańskiej Gminy Wyznaniowej. Następnie urna z prochami zmarłego została złożona w niszy, w kaplicy św. Marcina bazyliki Mariackiej. W uroczystościach wzięli udział m.in. prezydent RP Andrzej Duda, były prezydent Niemiec Joachim Gauck, premier RP Mateusz Morawiecki, przewodniczący Rady Europejskiej Donald Tusk, wszyscy żyjący byli prezydenci RP: Lech Wałęsa, Aleksander Kwaśniewski i Bronisław Komorowski, byli premierzy RP oraz liczni ministrowie, prezydenci i burmistrzowie miast z Polski i zagranicy.

## Upamiętnienie
.

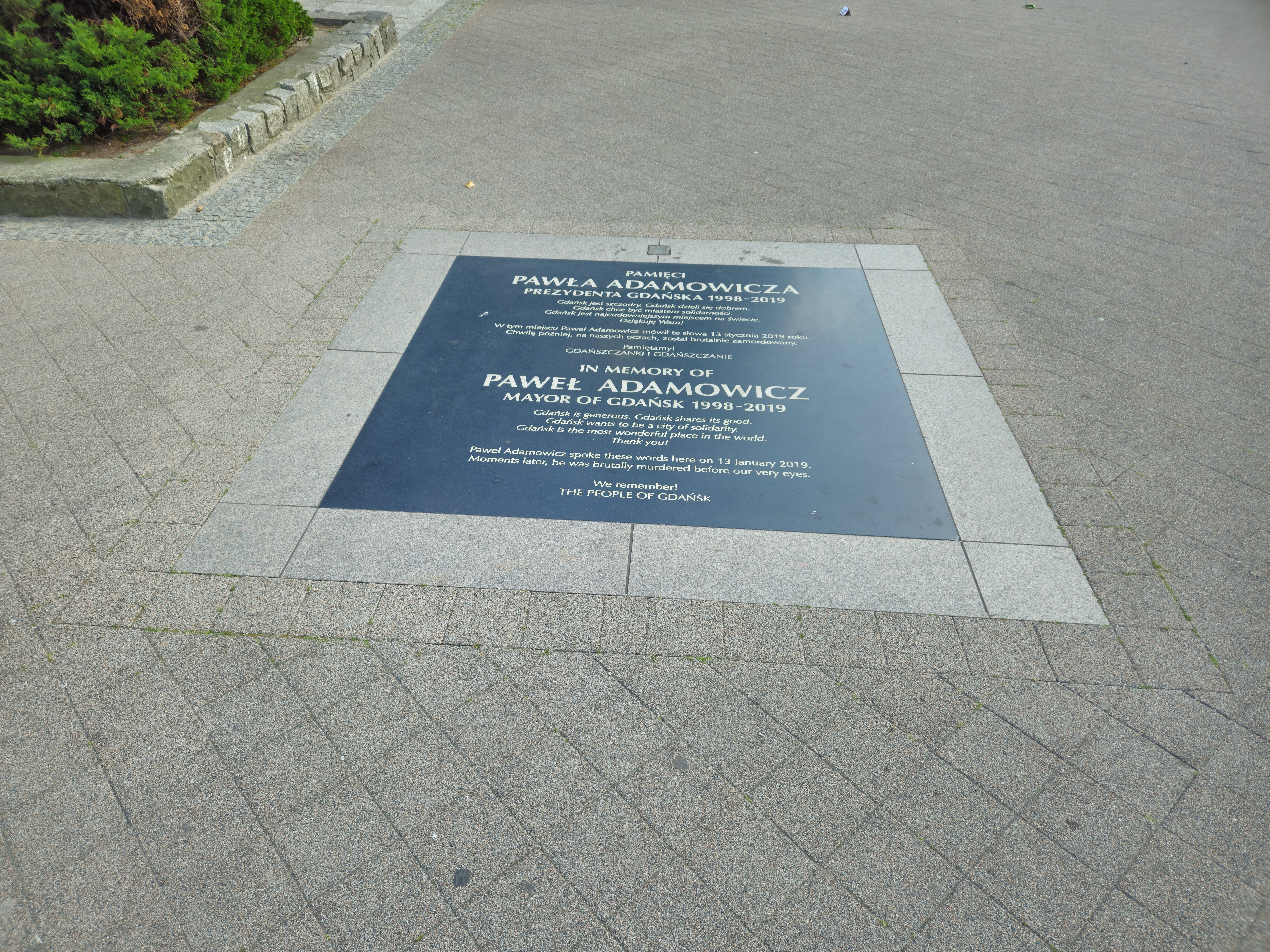
Tablica upamiętniająca Pawła Adamowicza w Gdańsku, w miejscu, w którym został śmiertelnie ugodzony nożem w styczniu 2019 r.

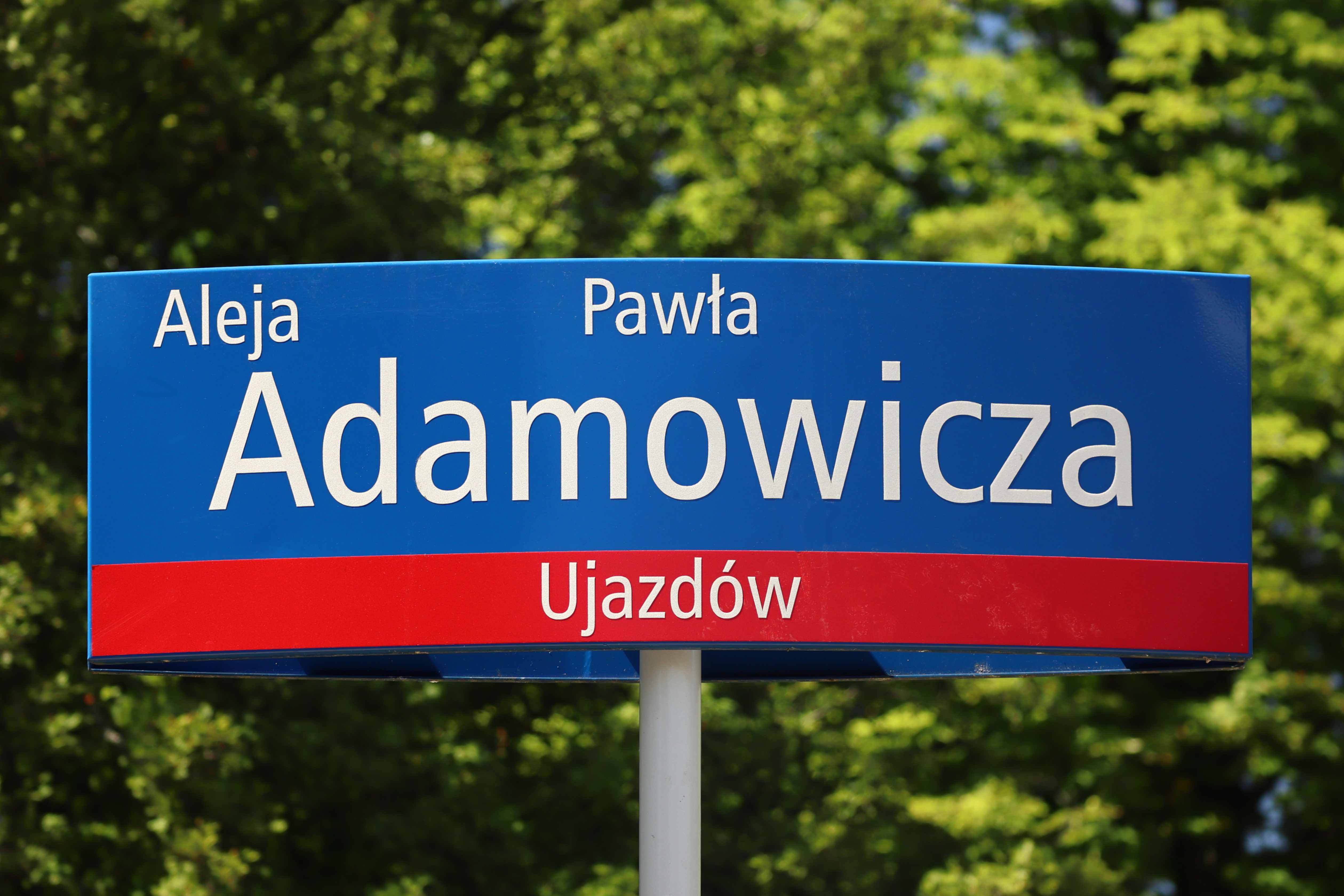
Aleja Pawła Adamowicza w Warszawie nazwana po około roku od śmierci patrona, choć prawie zawsze okres karencji wynosi co najmniej 5 lat

26 lutego 2019 rada miasta w Szczecinie nadała imię Pawła Adamowicza placowi w centrum miasta. 4 czerwca 2019, w 30. rocznicę wyborów w 1989 roku, władze Pragi nadały imię Pawła Adamowicza alei biegnącej przez Riegrove Sady (park w dzielnicy Vinohrady). Promenada jest wyrazem uznania dla Adamowicza, który już pięć dni po śmierci prezydenta Czech Václava Havla otworzył w Gdańsku al. Havla. 10 kwietnia 2019 w siedzibie Europejskiego Komitetu Regionów w Brukseli odsłonięto tablicę upamiętniającą Pawła Adamowicza, a samemu foyer nadano jego imię. 24 kwietnia 2019 w wałbrzyskim ratuszu odsłonięto tablicę upamiętniającą Pawła Adamowicza. 10 maja w warszawskiej siedzibie koncernu mediowego Agora podczas gali 30-lecia Gazety Wyborczej Paweł Adamowicz został uhonorowywany specjalną nagrodą „Za Gdańsk, za serce, za odwagę”. 27 czerwca 2019 Rada Miasta Inowrocławia podjęła decyzję o nadaniu nazwy „Prezydenta Pawła Adamowicza” skwerowi u zbiegu alei Niepodległości i ulicy Macieja Wierzbińskiego, który otwarto 19 września 2019. We Wrocławiu zamordowany prezydent jest patronem skweru leżącego w bezpośrednim sąsiedztwie z ulicą Pomorską i ulicą Kaszubską. Na skwerze znajduje się również drzewo (buk zwyczajny o odmianie czerwonolistnej) ku czci Pawła Adamowicza.
20 maja 2019 Rada Miejska Białegostoku nadała honorowe obywatelstwo miasta Pawłowi Adamowiczowi. Od 3 czerwca 2019 Unia Metropolii Polskich nosi imię Pawła Adamowicza. 12 czerwca 2019 we Wrocławiu odsłonięto „Tablicę tolerancji” w hołdzie dla Pawła Adamowicza. 12 czerwca 2019 podczas X Kongresu Regionów we Wrocławiu został uhonorowany nagrodą prezydenta roku 2018. 20 czerwca 2019 w Warszawie podczas koncertu zespół Disturbed odśpiewał piosenkę „Sound of Silence”, dedykując ją Pawłowi Adamowiczowi (pieśń ta odtwarzana była w dniach żałoby podczas wieców poświęconych jego pamięci). 11 sierpnia 2019 na terenie dawnego folwarku Saltzmanna, będącego częścią Parku Oliwskiego, odsłonięto 500-kilogramową brązową statuę lwa z tablicą poświęconą Pawłowi Adamowiczowi. 23 października 2019 największe zawody biegowe w Gdańsku ogłoszono memoriałem Pawła Adamowicza (AmberExpo Półmaraton Gdańsk im. Pawła Adamowicza). Adamowicz został także patronem zespołu szkół specjalnych na Przymorzu. 19 grudnia 2019 Rada Miasta Gdańska nazwała wybudowaną z jego inicjatywy ulicę Aleją Pawła Adamowicza. W artykule opublikowanym w grudniu 2019 naukowcy nazwali na jego cześć odnaleziony w bursztynie bałtyckim nowy gatunek owada – Coquillettidia adamowiczi. 13 stycznia 2020, w rocznicę i w miejscu zamachu, na Targu Węglowym w Gdańsku, odsłonięto tablicę pamiątkową upamiętniającą zamordowanego prezydenta Gdańska. 10 stycznia 2020 został patronem Uniwersyteckiego Liceum Ogólnokształcącego w Gdańsku. W styczniu 2020 decyzją Rady Warszawy Adamowicz został patronem ulicy na Ujazdowie; uroczystość nadania nazwy miała miejsce 14 lutego 2020. 22 czerwca 2020 został patronem skweru w śródmieściu Białegostoku (uroczyste odsłonięcie nazwy nastąpiło 25 września 2020). 16 października 2020 zostało powołane Pomorskie Forum Solidarności Klimatycznej im. Pawła Adamowicza. 29 czerwca 2021 – w imieniny zmarłego – odbyła się uroczystość odsłonięcia muralu z wizerunkiem Pawła Adamowicza na szczytowej ścianie kamienicy przy ul. Mniszki w Gdańsku, nieopodal miejsca, w którym się wychował. 14 maja 2022 w Bremie jednej z ulic nadano nazwę Pawel-Adamowicz-Straße. 14 stycznia 2024 – podczas obchodów 5 rocznicy śmierci – odbyła się uroczystość odsłonięcia pomnika-ławeczki przedstawiającego Pawła Adamowicza na Wyspie Spichrzów nad Motławą w Gdańsku.

## Życie prywatne

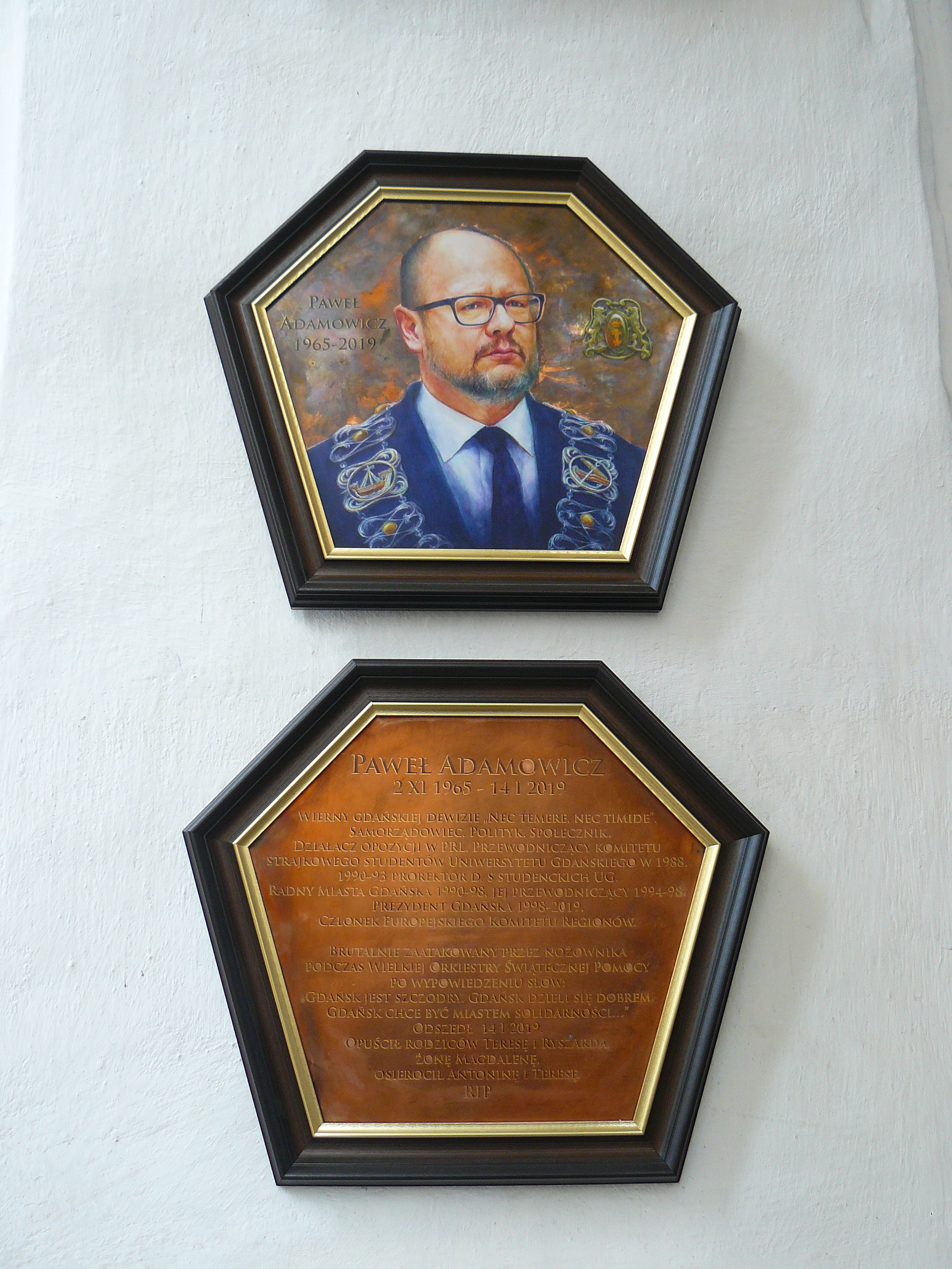
Portret trumienny Pawła Adamowicza w bazylice Mariackiej w Gdańsku

Był młodszym synem społecznika i ekonomisty Ryszarda Adamowicza (1928–2021) oraz ekonomistki Teresy z domu Stuńdzia (ur. 1934), przesiedleńców z Wilna z 1946 (z kresowymi korzeniami – dziadek Wincenty z Wilna, który był wyznania katolickiego i babcia Pelagia, pochodząca z prawosławnej rodziny ze Smorgoni), zaś bratem Piotra – historyka i dziennikarza.
W 1999 ożenił się z Magdaleną Abramską, prawniczką i nauczycielką akademicką na Uniwersytecie Gdańskim. Z tego związku przyszły na świat dwie córki: Antonina (ur. 2003) i Teresa (ur. 2010). Jego szwagrem był prezydent Grudziądza Maciej Glamowski.
Angażował się w działalność charytatywną i społeczną. Prywatnie wspierał troje sierot w Kongo i w Rwandzie, uczestnicząc w programie adopcji „Serca”. Był honorowym dawcą krwi, wolontariuszem Wielkiej Orkiestry Świątecznej Pomocy (od 1998) oraz Honorowym Członkiem Stowarzyszenia Kucharzy Polskich z Gdańska. Był praktykującym katolikiem. Zagrał samego siebie w filmie dokumentalnym pt. Aktorzy przyjechali (2010) oraz w komedii romantycznej pt. Miłość jest wszystkim (2018, reż. Michał Kwieciński).

## Publikacje
Był autorem artykułów o tematyce samorządowej i regionalnej oraz książek:
- Paweł Adamowicz, Lech Mażewski (przedmowa), Zespół metropolitalny: zarys koncepcji, Gdańsk: Instytut Konserwatywny im. Edmunda Burke’a, 1993, ISBN 83-85937-05-6.
- Paweł Adamowicz, „Solidarność” i opozycja antykomunistyczna w Gdańsku (1980–1989), współautor, Gdańsk: Instytut Konserwatywny im. Edmunda Burke’a, 1995, ISBN 83-85937-05-6.
- Paweł Adamowicz, Gdańsk jako wyzwanie, Gdańsk: Słowo/Obraz Terytoria, 2008, ISBN 978-83-7453-895-4.
- Lesław Michałowski, Paweł Adamowicz (red.), Gdański fenomen: próba naukowej interpretacji, Warszawa: Wydawnictwo Naukowe Scholar, 2011, ISBN 978-83-7383-517-7.
- Paweł Adamowicz, Gdańsk jako wspólnota, Gdańsk: Słowo/Obraz Terytoria, 2018, ISBN 978-83-7453-506-9.

## Odznaczenia i wyróżnienia
- Odznaka Honorowa ZIWRP (1995)
- Odznaka „Przyjaciel Dziecka” – TPD (1996)
- Odznaka Polskiego Towarzystwa Zapaśniczego (1997)
- Złoty Krzyż Pro Ecclesia et Pontifice (Watykan, 2001)
- Srebrna odznaka „Zasłużony Działacz Kultury Fizycznej” (2001)
- Medal „Fideliter et Constanter” – PSONI (2002)
- Srebrny Krzyż Zasługi (2003)[140]
- Złota Odznaka Polskiego Związku Emerytów, Rencistów i Inwalidów (2003)
- Srebrny Medal „Za zasługi dla Policji” (2004)
- Srebrny Medal „Zasłużony Kulturze Gloria Artis” (2005)[141]
- Medal of Merit of Lions Club (2005)
- Medal „Pro Memoria” (2007)
- „Europejczyk Roku 2007”, tytuł nadany przez kolegium redakcyjne „Monitora Unii Europejskiej” i Rady Programowej Fundacji Prawo Europejskie (2007)
- Odznaka Honorowa Sybiraka (2008)
- Pierścień Hallera – LMiR (2009)[142]
- Komandoria Missio Reconciliationis (2009)
- Złota Odznaka „Zasłużony dla Ochrony Przeciwpożarowej” (2009)[143]
- Honorowy Obywatel Gminy Gorzyce (2010)[144]
- Krzyż Kawalerski Orderu Odrodzenia Polski (2010)[145]
- Złoty Krzyż Związku Piłsudczyków RP (2010)
- Medal św. Wojciecha (2010)[146]
- Róża Franciszki Cegielskiej za zasługi dla rozwoju samorządności w Polsce (2010)[147]
- Nagroda im. Grzegorza Palki (2011)
- Krzyż Kawalerski Orderu Legii Honorowej (Francja, 2012)[148][149]
- Krzyż Komandorski z Gwiazdą Orderu Zasługi Cywilnej (Hiszpania, 2013)
- „Szabla Kilińskiego”, 2013
- Krzyż Komandorski Orderu Krzyża Ziemi Maryjnej (Estonia, 2014)[150]
- Statua św. Krzysztofa (Litwa)[131]
- Odznaczenie Pamiątkowe „Za Zasługi dla ŚZŻAK” (2014)[151]
- Krzyż Wolności i Solidarności (2014)[152]
- Odznaka Honorowa za Zasługi dla Samorządu Terytorialnego (2015)[153]
- Honorowy Obywatel Gminy Gniewino (2019)[154]
- Nagroda Orła Jana Karskiego (2019, pośmiertnie)[155]
- Honorowy obywatel miasta stołecznego Warszawy (2019, pośmiertnie)[156]
- Wyróżnienie za zasługi dla województwa pomorskiego (2019, pośmiertnie)[157][158]
- Honorowy obywatel miasta Białystok (2019, pośmiertnie)[159]
- Nagroda imienia Sérgio Vieira de Mello (2019, pośmiertnie)[160]
- Medal Księcia Mściwoja II (2019, pośmiertnie)[161]
- Odznaka Solidarności i Praw Człowieka (2025, pośmiertnie)[162]

Źródło.